# Enoplognatha robusta
Enoplognatha robusta là một loài nhện trong họ Theridiidae.
Loài này thuộc chi Enoplognatha. Enoplognatha robusta được Tord Tamerlan Teodor Thorell miêu tả năm 1898.